# Крепи (Луганская область)
Крепи (укр. Крепи) — село, относится к Станично-Луганскому району Луганской области Украины.
Население по переписи 2001 года составляло 247 человек. Почтовый индекс — 93631. Телефонный код — 6472. Занимает площадь 1,33 км².

## Местный совет
93630, Луганська обл., Станично-Луганський р-н, с. Тепле, вул. Миру, 55  (укр.)